# ISU Grand Prix w łyżwiarstwie figurowym 2014/2015
ISU Grand Prix w łyżwiarstwie figurowym 2014/2015 – 20. edycja zawodów w łyżwiarstwie figurowym. Zawodnicy podczas sezonu wystąpili w siedmiu zawodach cyklu rozgrywek. Rywalizacja rozpoczęła się w Chicago 24 października, a zakończyła w hiszpańskiej Barcelonie finałem Grand Prix, który odbył się w dniach 11–14 grudnia 2014 roku.

## Kalendarium zawodów
| Lp. | Data                               | Miejsce   | Zawody                     | Źr. |
| --- | ---------------------------------- | --------- | -------------------------- | --- |
| 1   | 24–26 października 2014            | Chicago   | Skate America              |     |
| 2   | 31 października – 2 listopada 2014 | Kelowna   | Skate Canada International |     |
| 3   | 7–9 listopada 2014                 | Szanghaj  | Cup of China               |     |
| 4   | 14–16 listopada 2014               | Moskwa    | Rostelecom Cup             |     |
| 5   | 21–23 listopada 2014               | Bordeaux  | Trophée Éric Bompard       |     |
| 6   | 28–30 listopada 2014               | Osaka     | NHK Trophy                 |     |
| 7   | 11–14 grudnia 2014                 | Barcelona | Finał Grand Prix           |     |

## Medaliści

### Soliści
| Zawody                     | 1. miejsce       | 2. miejsce       | 3. miejsce       | Źr.   |
| -------------------------- | ---------------- | ---------------- | ---------------- | ----- |
| Skate America              | Tatsuki Machida  | Jason Brown      | Nam Nguyen       | [ 1 ] |
| Skate Canada International | Takahito Mura    | Javier Fernández | Max Aaron        | [ 2 ] |
| Cup of China               | Maksim Kowtun    | Yuzuru Hanyū     | Richard Dornbush | [ 3 ] |
| Rostelecom Cup             | Javier Fernández | Siergiej Woronow | Michal Březina   | [ 4 ] |
| Trophée Éric Bompard       | Maksim Kowtun    | Tatsuki Machida  | Dienis Tien      | [ 5 ] |
| NHK Trophy                 | Daisuke Murakami | Siergiej Woronow | Takahito Mura    | [ 6 ] |
| Finał Grand Prix           | Yuzuru Hanyū     | Javier Fernández | Siergiej Woronow | [ 7 ] |

### Solistki
| Zawody                     | 1. miejsce               | 2. miejsce               | 3. miejsce       | Źr.    |
| -------------------------- | ------------------------ | ------------------------ | ---------------- | ------ |
| Skate America              | Jelena Radionowa         | Jelizawieta Tuktamyszewa | Gracie Gold      | [ 8 ]  |
| Skate Canada International | Anna Pogoriła            | Ashley Wagner            | Satoko Miyahara  | [ 9 ]  |
| Cup of China               | Jelizawieta Tuktamyszewa | Julija Lipnicka          | Kanako Murakami  | [ 10 ] |
| Rostelecom Cup             | Rika Hongo               | Anna Pogoriła            | Alaine Chartrand | [ 11 ] |
| Trophée Éric Bompard       | Jelena Radionowa         | Julija Lipnicka          | Ashley Wagner    | [ 12 ] |
| NHK Trophy                 | Gracie Gold              | Alona Leonowa            | Satoko Miyahara  | [ 13 ] |
| Finał Grand Prix           | Jelizawieta Tuktamyszewa | Jelena Radionowa         | Ashley Wagner    | [ 14 ] |

### Pary sportowe
| Zawody                     | 1. miejsce                         | 2. miejsce                             | 3. miejsce                             | Źr.    |
| -------------------------- | ---------------------------------- | -------------------------------------- | -------------------------------------- | ------ |
| Skate America              | Yūko Kawaguchi / Aleksandr Smirnow | Haven Denney / Brandon Frazier         | Peng Cheng / Zhang Hao                 | [ 15 ] |
| Skate Canada International | Meagan Duhamel / Eric Radford      | Sui Wenjing / Han Cong                 | Jewgienija Tarasowa / Władimir Morozow | [ 16 ] |
| Cup of China               | Peng Cheng / Zhang Hao             | Yu Xiaoyu / Jin Yang                   | Wang Xuehan / Wang Lei                 | [ 17 ] |
| Rostelecom Cup             | Ksienija Stołbowa / Fiodor Klimow  | Jewgienija Tarasowa / Władimir Morozow | Kristina Astachowa / Aleksiej Rogonow  | [ 18 ] |
| Trophée Éric Bompard       | Ksienija Stołbowa / Fiodor Klimow  | Sui Wenjing / Han Cong                 | Wang Xuehan / Wang Lei                 | [ 19 ] |
| NHK Trophy                 | Meagan Duhamel / Eric Radford      | Yūko Kawaguchi / Aleksandr Smirnow     | Yu Xiaoyu / Jin Yang                   | [ 20 ] |
| Finał Grand Prix           | Meagan Duhamel / Eric Radford      | Ksienija Stołbowa / Fiodor Klimow      | Sui Wenjing / Han Cong                 | [ 21 ] |

### Pary taneczne
| Zawody                     | 1. miejsce                              | 2. miejsce                        | 3. miejsce                              | Źr.    |
| -------------------------- | --------------------------------------- | --------------------------------- | --------------------------------------- | ------ |
| Skate America              | Madison Chock / Evan Bates              | Maia Shibutani / Alex Shibutani   | Aleksandra Stiepanowa / Iwan Bukin      | [ 22 ] |
| Skate Canada International | Kaitlyn Weaver / Andrew Poje            | Piper Gilles / Paul Poirier       | Madison Hubbell / Zachary Donohue       | [ 23 ] |
| Cup of China               | Gabriella Papadakis / Guillaume Cizeron | Maia Shibutani / Alex Shibutani   | Anna Cappellini / Luca Lanotte          | [ 24 ] |
| Rostelecom Cup             | Madison Chock / Evan Bates              | Jelena Ilinych / Rusłan Żyganszyn | Penny Coomes / Nicholas Buckland        | [ 25 ] |
| Trophée Éric Bompard       | Gabriella Papadakis / Guillaume Cizeron | Piper Gilles / Paul Poirier       | Madison Hubbell / Zachary Donohue       | [ 26 ] |
| NHK Trophy                 | Kaitlyn Weaver / Andrew Poje            | Ksienija Mońko / Kiriłł Chalawin  | Kaitlin Hawayek / Jean-Luc Baker        | [ 27 ] |
| Finał Grand Prix           | Kaitlyn Weaver / Andrew Poje            | Madison Chock / Evan Bates        | Gabriella Papadakis / Guillaume Cizeron | [ 28 ] |

## Klasyfikacje punktowe
| Miejsce w zawodach | Liczba punktów   | Liczba punktów              |
| Miejsce w zawodach | Soliści Solistki | Pary sportowe Pary taneczne |
| ------------------ | ---------------- | --------------------------- |
| 1.                 | 15               | 15                          |
| 2.                 | 13               | 13                          |
| 3.                 | 11               | 11                          |
| 4.                 | 9                | 9                           |
| 5.                 | 7                | 7                           |
| 6.                 | 5                | 5                           |
| 7.                 | 4                | —                           |
| 8.                 | 3                | —                           |

Awans do finału Grand Prix zdobywa 6 najlepszych zawodników/par w każdej z konkurencji.
| Poz.                                           | Zawodnik                                       | Punkty                                         |
| Miejsca 1–6: kwalifikacja do Finału Grand Prix | Miejsca 1–6: kwalifikacja do Finału Grand Prix | Miejsca 1–6: kwalifikacja do Finału Grand Prix |
| ---------------------------------------------- | ---------------------------------------------- | ---------------------------------------------- |
| 1                                              | Maksim Kowtun                                  | 30                                             |
| 2                                              | Javier Fernández                               | 28                                             |
| 3                                              | Tatsuki Machida                                | 28                                             |
| 4                                              | Takahito Mura                                  | 26                                             |
| 5                                              | Siergiej Woronow                               | 26                                             |
| 6                                              | Yuzuru Hanyū                                   | 22                                             |
| Miejsca 7–9: rezerwa do Finału Grand Prix      |                                                |                                                |
| 7                                              | Jason Brown                                    | 20                                             |
| 8                                              | Dienis Tien                                    | 20                                             |
| 9                                              | Nam Nguyen                                     | 20                                             |

| Poz.                                           | Zawodniczka                                    | Punkty                                         |
| Miejsca 1–6: kwalifikacja do Finału Grand Prix | Miejsca 1–6: kwalifikacja do Finału Grand Prix | Miejsca 1–6: kwalifikacja do Finału Grand Prix |
| ---------------------------------------------- | ---------------------------------------------- | ---------------------------------------------- |
| 1                                              | Jelena Radionowa                               | 30                                             |
| 2                                              | Jelizawieta Tuktamyszewa                       | 28                                             |
| 3                                              | Anna Pogoriła                                  | 28                                             |
| 4                                              | Gracie Gold                                    | 26                                             |
| 5                                              | Julija Lipnicka                                | 26                                             |
| 6                                              | Ashley Wagner                                  | 24                                             |
| Miejsca 7–9: rezerwa do Finału Grand Prix      |                                                |                                                |
| 7                                              | Rika Hongo                                     | 22                                             |
| 8                                              | Satoko Miyahara                                | 22                                             |
| 9                                              | Kanako Murakami                                | 20                                             |

| Poz.                                           | Zawodnicy                                      | Punkty                                         |
| Miejsca 1–6: kwalifikacja do Finału Grand Prix | Miejsca 1–6: kwalifikacja do Finału Grand Prix | Miejsca 1–6: kwalifikacja do Finału Grand Prix |
| ---------------------------------------------- | ---------------------------------------------- | ---------------------------------------------- |
| 1                                              | Ksienija Stołbowa / Fiodor Klimow              | 30                                             |
| 2                                              | Meagan Duhamel / Eric Radford                  | 30                                             |
| 3                                              | Yūko Kawaguchi / Aleksandr Smirnow             | 28                                             |
| 4                                              | Peng Cheng / Zhang Hao                         | 26                                             |
| 5                                              | Sui Wenjing / Han Cong                         | 26                                             |
| 6                                              | Yu Xiaoyu / Jin Yang                           | 24                                             |
| Miejsca 7–9: rezerwa do Finału Grand Prix      |                                                |                                                |
| 7                                              | Jewgienija Tarasowa / Władimir Morozow         | 24                                             |
| 8                                              | Haven Denney / Brandon Frazier                 | 22                                             |
| 9                                              | Wang Xuehan / Wang Lei                         | 22                                             |

| Poz.                                           | Zawodnicy                                      | Punkty                                         |
| Miejsca 1–6: kwalifikacja do Finału Grand Prix | Miejsca 1–6: kwalifikacja do Finału Grand Prix | Miejsca 1–6: kwalifikacja do Finału Grand Prix |
| ---------------------------------------------- | ---------------------------------------------- | ---------------------------------------------- |
| 1                                              | Madison Chock / Evan Bates                     | 30                                             |
| 2                                              | Kaitlyn Weaver / Andrew Poje                   | 30                                             |
| 3                                              | Gabriella Papadakis / Guillaume Cizeron        | 30                                             |
| 4                                              | Maia Shibutani / Alex Shibutani                | 26                                             |
| 5                                              | Piper Gilles / Paul Poirier                    | 26                                             |
| 6                                              | Jelena Iljinych / Rusłan Żyganszyn             | 22                                             |
| Miejsca 7–9: rezerwa do Finału Grand Prix      |                                                |                                                |
| 7                                              | Ksienija Mońko / Kiriłł Chalawin               | 22                                             |
| 8                                              | Madison Hubbell / Zachary Donohue              | 22                                             |
| 9                                              | Penny Coomes / Nicholas Buckland               | 18                                             |